# جونو داوسون
جونو داوسون (به انگلیسی: Juno Dawson) (زاده ۱۰ ژوئیهٔ ۱۹۸۱) بازیگر، نویسنده بریتانیایی است.
او یک زن ترنس است.